# خالد عبد الله العدساني
خالد عبد الله محمّد العَدَساني (1829 - 1898) (1250 - 1316 هـ) عالم مسلم وشاعر كويتي من أهل القرن التاسع عشر الميلادي. ولد في مدينة الكويت. تعلم على أبيه وبعد وفاته والده انتقل إلى حلقة الأديب عبد الجليل الطبطبائي. عمل مدرّسًا، حتى فقد بصره وهو في الخمسين من عمره. عين إمامًا وخطيبًا في جامع السوق حتى رحيله في مسقط رأسه. له أشعار مذكور في الكتب التي ترجمت له، له قصيدة الدبا نشرت في كتاب تاريخ الكويت لعبد العزيز الرشيد، وله عدة قصائد منشورة في ترجمته بكتاب أدباء الكويت في قرنين لخالد سعود الزيد.

## سيرته
ولد خالد بن عبد الله بن محمد العدساني في مدينة الكويت سنة 1829 م/ 1250 هـ. تلقى القراءة وشيئًا من الحساب على يد والده، واستظهر القرآن، وقليلاً من الفقه والعقيدة. بعد وفاة والده انتقل إلى حلقة الأديب عبد الجليل الطبطبائي، ثم واظب على التعليم عند السيد أحمد بن عبد الجليل، فأتم على يديه الفقه والنحو. تصدّر للتعليم قبل أن يكف بصره وهو في الخمسين من عمره. عين إمامًا وخطيبًا في جامع السوق حتى رحيله.

توفي في مسقط رأسه سنة 1316 هـ/ 1898م.

## شعره
ذکره عبد العزيز البابطين في معجمه وقال «شعره تقليدي، وإن تضمن التفاتات غير مألوفة، عبارته مصقولة، وألفاظه واضحة، وصوره - على قلتها - لا تخلو من ابتكار.»

يعتبر من أحد شعراء تيار التقليد، فلم يكن يعنيه سوى نقل تفاصيل الواقع في بناء شعري منظوم دون أن يشغل نفسه بفكرة التجديد أو طرح رؤى فنية مغايرة لما هو سائد. له بعض القصائد الدينية التي يبدو فيها تأثرة القرآن الذي حفظه في طفولته فتجد أغلب هذه القصائد تنتزع الحكم والمواعظ التي يهدف منها الشاعر إلى «إيقاظ النفس الإنسانية من غفوتها في عالم المادة ودفعها إلى روح الإيمان العميق وأن يلجأ المسلم إلى الله تعالى إذا ألم به خطب أو كارثة».

تتميز دراسته الدينية ومركز أسرته (التي احتلت مراكز دينية كبيرة في الكويت) في تعميق نزعته الدينية والثقافية. وتتميز قصائده بشيء من البناء المحكم والالفاض البسيطة والمعاني المباشرة التي لا تتعمق كثيراً في الوجود وموقف الإنسان بين أحلامه والواقع حوله، مثال ذلك قصيدته رجائي من المولى الجليل الجميل. بظهور الشيخ عبد الله العدساني انتقلت القصيدة في الكويت إلى الإصلاح الديني، فلم تكن هناك القضايا التي عاصرها تشكل تياراً جديداً في الشعر. ينفعل الأحداث في الكويت مثلما حدث حين هجمت الحشرات على النباتات ولوثت آبارها واستمرت عدة أيام فكتب الشاعر يصف هذا الحدث.

من شعره بعنوان رجائي من المولى الجليل الجميل: